# Daniel (nummer)
Daniel was een hit van Elton John van het album Don't Shoot Me I'm Only the Piano Player uit 1973. Het door Elton Johns vaste tekstschrijver Bernie Taupin geschreven lied vertelt het verhaal van iemand die zijn broer, Daniel, een veteraan uit de Vietnamoorlog die blind geworden was als gevolg van de oorlogshandelingen, terug ziet keren naar het plaatsje in Texas waar hij oorspronkelijk vandaan kwam. Het lied behaalde een nummer 14 in de Nederlandse top 40.

## NPO Radio 2 Top 2000
| Nummer met noteringen in de NPO Radio 2 Top 2000 | '99 | '00 | '01 | '02 | '03  | '04  | '05  | '06  | '07  | '08  | '09  | '10  | '11  | '12  | '13  | '14  | '15 | '16  | '17  | '18  | '19  | '20  | '21  | '22  | '23  |
| ------------------------------------------------ | --- | --- | --- | --- | ---- | ---- | ---- | ---- | ---- | ---- | ---- | ---- | ---- | ---- | ---- | ---- | --- | ---- | ---- | ---- | ---- | ---- | ---- | ---- | ---- |
| Daniel                                           | 689 | 975 | 913 | 990 | 1056 | 1014 | 1008 | 1105 | 1192 | 1076 | 1353 | 1207 | 1387 | 1606 | 1805 | 1890 | -   | 1944 | 1802 | 1960 | 1449 | 1578 | 1541 | 1805 | 1764 |

1. ↑  Een '-' betekent dat het nummer niet was genoteerd en een vetgedrukt getal geeft de hoogste notering aan.
2. ↑  Deze tabel is bijgewerkt tot en met de laatste editie (2024).